# 무인 선박
무인 선박은 스스로 바다를 항해하는 선박이다.